# バリアフリートイレ

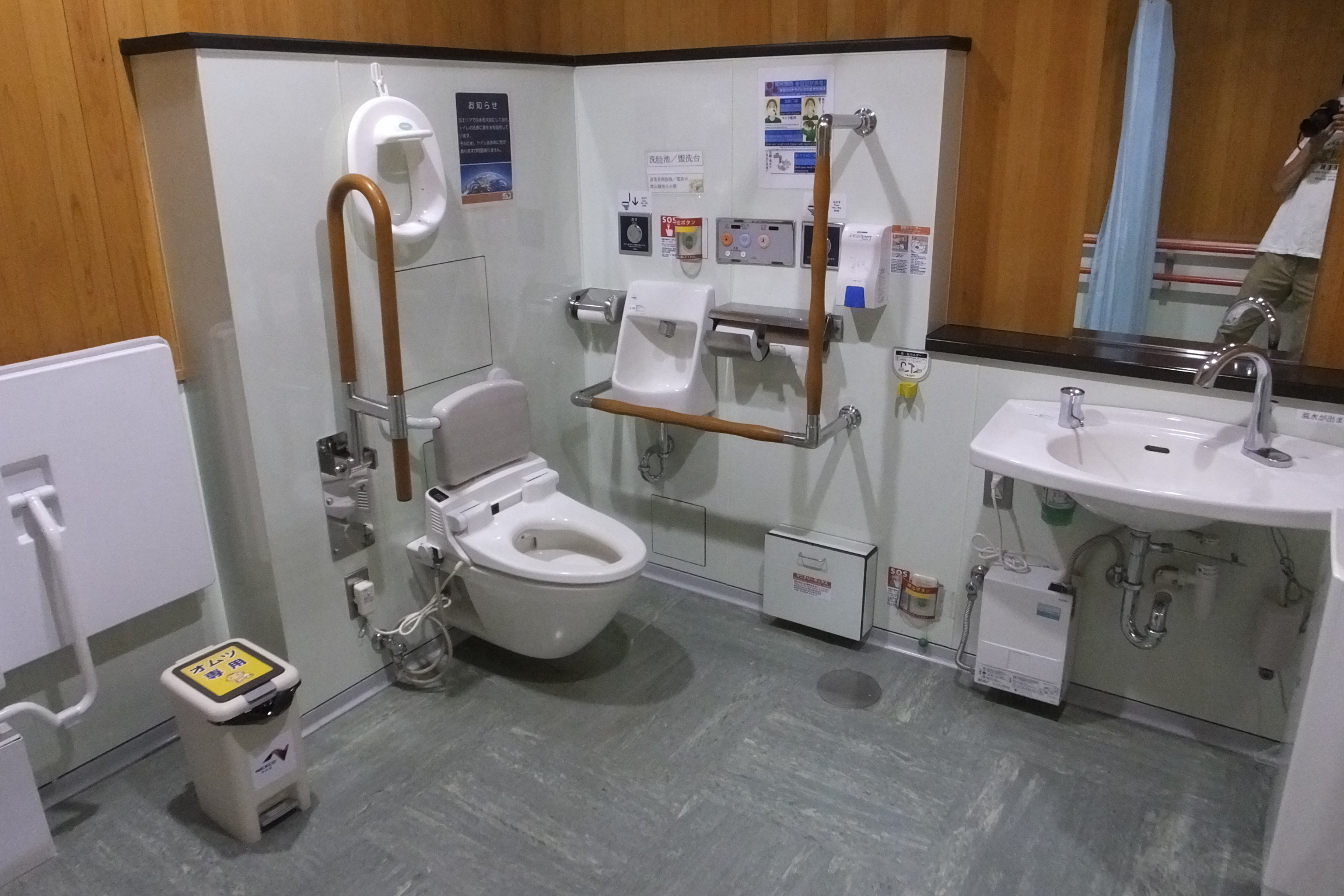
静岡サービスエリアの障害者用トイレ

バリアフリートイレとは、バリアフリーおよびユニバーサルデザインの考え方に従い、多機能化して多くの設備が設置されているトイレのことである。多目的トイレ（たもくてきトイレ）、多機能トイレ（たきのうトイレ）などとも呼ばれるが、国土交通省では「バリアフリートイレ」の名称を使うように促している。かつて（2000年代初頭）は多くの自治体における公式呼称としても障害者トイレと呼ばれ、専ら「身体障害者が利用するトイレ」という認識があった。

## 概要
- 身体障害者の利用に配慮し、車椅子での利用を前提として通常のトイレより広い個室とされるほか、オストメイト対応設備がある。
- 乳幼児連れの者に配慮し、おむつ換えシートやベビーチェアが設置されている。
- 高齢者や障害者、妊婦などの利用に配慮し、手すりや折り畳みベッドなどの設備がある。
- そのほか、床に着替えるための足台「着替えボード」を設置したり、それ以外の設備を持つこともある。

一般的には、トランスジェンダーなどセクシャルマイノリティの利用に配慮した「ユニセックストイレ」「オールジェンダートイレ」とは別の施設であることが推奨されている。

## 日本での歴史

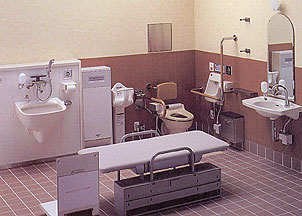
2005年度に東陶機器（現：TOTO）がバリアフリー化推進功労者表彰を受けた多目的トイレ器具セット空間

1994年のハートビル法制定により、公共施設や大規模商業施設などの公共的建築物で設置が広がり、2000年の交通バリアフリー法制定により、JRや大手私鉄の鉄道駅でも設置が進んだ。駅の多目的トイレは鉄道事業者によって名称が異なり、JR東日本では「多機能トイレ」と呼称していた。また私鉄の一例として京王電鉄では「だれでもトイレ」の名称を採用した。建築物と公共交通機関で分かれていたバリアフリーに関する法律は、2006年に制定されたバリアフリー新法で統合された。
2021年2月、国土交通省は「建築物のバリアフリー設計方針」を改定し、施設管理者に対して「多目的トイレ」の名称を「高齢者障害者等用便房（バリアフリートイレ）」に改め、「多目的」「誰でも」などといった、バリアフリー設備を必要としない者の利用を促す名称を避けるよう通達を行った。新型コロナウイルス感染症（COVID-19）流行などの情勢も鑑み「バリアフリートイレ」の用途についての社会的議論が喚起され、バリアフリー設備を必要とする障害者などの人々が、不適切な目的外利用により利用を妨げられるという状況を改善していく方針とした。